# برونیت
براونیت (به انگلیسی: Braunite) با فرمول شیمیایی Mn2O3.MnSiO3 از مجموعه کانی هاست. محلول در HCl , SO4H۲,NO3H Mn2O۸:۷۸٫۳۴٪  MnO:۱۱٫۷۳٪  SiO۲:۹٫۹۳٪  با انکلوزیون Fe,Ca,B,Ba برای اولین بار در سوئد کشف شد و از نظر شکل بلور: پسودواکتائدر - دوهرمی، رنگ: سیاه - قهوه‌ای سیاه، شفافیت: کدر(اپاک)، شکستگی: نیمه صدفی - نامنظم، جلا: فلزی - چرب، رخ: کامل - مطابق با، سیستم تبلور: کوادراتیک و در رده‌بندی اکسید است  و منشأ تشکیل آن دگرگونی - هیدروترمال - دگرگونی مجاورتی - رسوبی است.
همایند کانی‌شناسی (پارانژ) آن هوسمانیت - مگنتیت - فرانکلینیت - کلسیتد - هوسمانیت - پیرولوزیتد - کوارتز است
کاربرد آن: کانسار Mn، از نظر ژیزمان بلوری - آگرگات دانه‌ای - توده‌ای فراوان است و بیشتر در آلمان، سوئد، آفریقای جنوبی، آمریکا، برزیل و هند یافت می‌شود.
این پس از ویلهلم فون براون (۱۷۹۰-۱۸۷۲) از گوتا، تورینگن، آلمان نامیده شده است.